# Euagrus leones
Euagrus leones är en spindelart som beskrevs av Coyle 1988. Euagrus leones ingår i släktet Euagrus och familjen Dipluridae. Inga underarter finns listade i Catalogue of Life.